# Pedaliodes parma
Pedaliodes parma är en fjärilsart som beskrevs av Otto Thieme. Pedaliodes parma ingår i släktet Pedaliodes och familjen praktfjärilar. Inga underarter finns listade i Catalogue of Life.